# Catopsilia florella
Catopsilia florella é uma borboleta da família Pieridae. Ela é encontrada na África (incluindo Madagáscar) e nas Ilhas Canárias. Tal como a Catopsilia pomona, esta espécie também tem o hábito de migração.
As larvas se alimentam de Senna occidentalis, Senna septentrionalis, Senna petersiana, Senna itálica, Cassia javanica e Cássia fístula.